# 神谷町
神谷町（かみやちょう）は、東京都港区の旧町名。芝区発足時に既に存在した町名で、現在の虎ノ門五丁目の一部に相当する。神谷町交差点や地下鉄日比谷線の神谷町駅周辺地区の通称としても使われている。

## 歴史
慶長19年（1614年）、徳川家康に仕えた十三州御手廻御中間が当地に組屋敷を拝領し、西久保田町と称した。
元禄9年（1696年）、組屋敷が町屋敷に改められた際、芝田町・市谷田町などとの混同を避けるため、中間らの故郷三河国八名郡神谷村（現・愛知県豊橋市石巻辺）に因んで神谷町と改められた。

## 現状

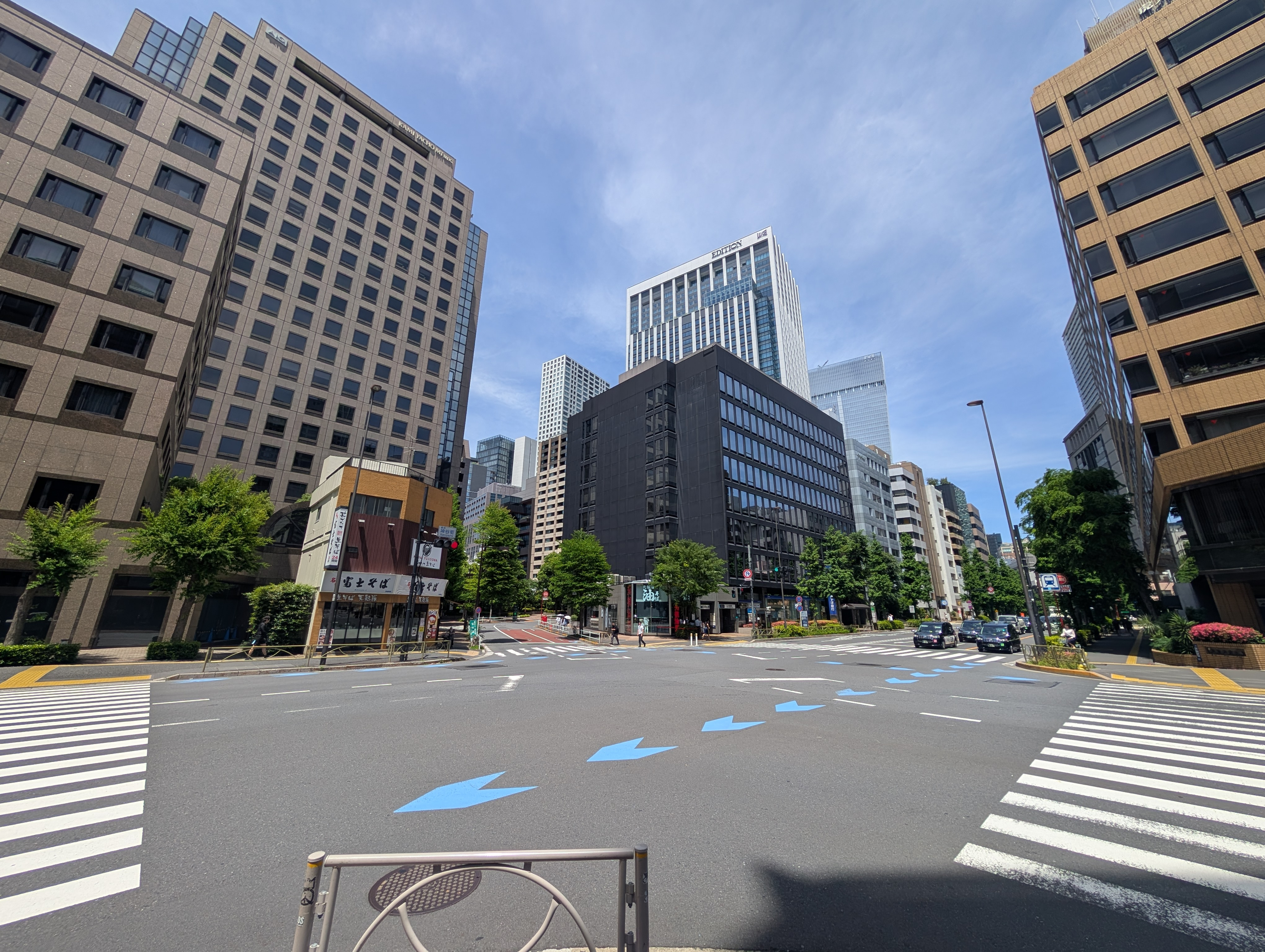
神谷町交差点を南から見る。自転車レーン（青色の矢羽根）が手前に向かって伸びる道路が国道1号。国道1号の下を地下鉄日比谷線が通り、この交差点に神谷町駅がある。左側の高層ビルが神谷町MTビル。中央の白い高層ビルが神谷町トラストタワー。中央の黒いビルがメトロシティ神谷町。2025年5月撮影。

昭和52年（1977年）住居表示が実施され虎ノ門五丁目に含まれ、町名は消滅したが、神谷町駅の存在により現在も通称地名として現役である。
神谷町駅近くに高層ビル「東京ワールドゲート」を建設した森トラストは、周辺を「ゴッドバレー」（神＝God、谷＝Valley）と命名して開発する計画を表明。2018年12月10日、産学にまたがる20の企業・団体が参加する「神谷町ゴッドバレー協議会」の発足式を開いた。